# 홍길동 (1976년 영화)
홍길동은 한국에서 제작된 최인현 감독의 1976년 영화이다. 서미경 등이 주연으로 출연하였고 강대진 등이 제작에 참여하였다.

## 출연

### 주연
- 서미경
- 이일웅
- 최남현